# 毕文慰
毕文慰 （469年—525年），字子安，东平郡须昌县（今山东省泰安市东平县）人，北魏官员。

## 生平
毕文慰有才干，袭父爵钜平侯，依例降低为伯爵，出任泰山郡太守，入朝担任尚书郎、兖州大中正，加威远将军，外任徐州平东府长史，兼任彭城内史。永平年间，毕文慰升任中散大夫，加龙骧将军。延昌初年，毕文慰出任清河内史，因为患病推辞，再度出任龙骧将军、中散大夫，又试任广平内史。正光元年（520年），相州刺史、中山王元熙起兵谋划诛杀元乂，毕文慰斩杀了元熙的使者，发兵抵抗元熙。毕文慰在任宽厚谨慎，百姓都喜爱并归附他。之后元乂以毕文慰忠于自己，将毕文慰升任持节、平东将军、沧州刺史。毕文慰很有政绩，之后以平东将军出任散骑常侍、东道行台，很快出任都督、安乐王元鉴的军司。孝昌元年（525年）春，徐州刺史元法僧反叛，毕文慰与元鉴出兵进攻元法僧，被元法僧击败，毕文慰逃回京城，被弹劾，遇到大赦免罪。同年，毕文慰去世，虚岁五十七，朝廷赠予散骑常侍、安东将军、兖州刺史，钜平伯如故，谥号恭。

## 家庭

### 父亲
- 毕众爱，北魏钜平康侯

### 子女
- 毕祖彦，东魏中军将军、光祿大夫、钜平伯
- 毕哲，东魏秘书郎
- 毕脩密，嫁东魏平东将军、开府咨议参军事封柔[1]